# Banja Luka Challenger 2010
Il Banja Luka Challenger 2010 è un torneo professionistico di tennis maschile giocato sulla terra rossa, che faceva parte dell'ATP Challenger Tour 2010. Si è giocato a Banja Luka in Bosnia ed Erzegovina dal 13 al 21 settembre 2010.

## Partecipanti

### Teste di serie
| Nazionalità | Giocatore             | Ranking* | Testa di serie |
| ----------- | --------------------- | -------- | -------------- |
| Spagna      | Pere Riba             | 76       | 1              |
| Germania    | Simon Greul           | 84       | 2              |
| Spagna      | Rubén Ramírez Hidalgo | 92       | 3              |
| Germania    | Björn Phau            | 97       | 4              |
| Turchia     | Marsel İlhan          | 110      | 5              |
| Austria     | Stefan Koubek         | 138      | 6              |
| Spagna      | Iván Navarro          | 160      | 7              |
| Croazia     | Franko Škugor         | 174      | 8              |

- Ranking al 30 agosto 2010.

### Altri partecipanti
Giocatori che hanno ricevuto una wild card:
- Nikola Ćaćić
- Marko Đoković
- Roko Karanušić
- Sven Lalić

Giocatori passati dalle qualificazioni:
- Mirza Bašić
- Ilya Belyaev
- Cătălin Gârd
- Jürgen Zopp

## Campioni

### Singolare
Marsel İlhan ha battuto in finale  Pere Riba, 6–0, 7–6(4).

### Doppio
James Cerretani /  David Škoch hanno battuto in finale  Adil Shamasdin /  Lovro Zovko, 6–1, 6–4.